# Nealeurodicus ingae
Nealeurodicus ingae es un hemíptero de la familia Aleyrodidae, con una subfamilia: Aleyrodinae.
Fue descrita científicamente por primera vez por J.M.Baker en 1937.